# Copa México Apertura 2012
La Copa MX Apertura 2012 fue la edición 41 de la Copa México, al ser retomada por la FMF. Su última edición había sido en 1996-1997, en la cual el equipo campeón fue el Cruz Azul tras vencer a Toros Neza con marcador de 2-0. En esta edición el campeón fue Dorados de Sinaloa al vencer en la Final a los Correcaminos de la UAT en penales por 5-4 (puesto que el partido finalizó empatado 2-2).

## Sistema de competencia[2]
La competencia de la Copa MX es organizada por la Liga MX y Ascenso MX.

La Copa MX A12 se llevará a cabo en los meses de julio a octubre del 2012 y los partidos se programarán los días martes, miércoles o jueves, dependiendo del calendario de competencia de ambas Divisiones.

Participarán en la Copa MX A12 un total de 28 clubes: 14 clubes de la Liga MX y 14 clubes de Ascenso MX.

Por lo que hace a los 14 clubes de la Liga MX, se descontarán de la Tabla General de Clasificación a los cuatro Clubes que competirán en la Concacaf Liga Campeones 2012-13 (Tigres, Santos, Guadalajara y Monterrey). El Club León, que ascendió de Ascenso MX a la Liga MX para la Temporada 2012-2013 ocupará el lugar 14.

En cuanto a los Clubes de Ascenso MX, participan los 14 clubes de esta División descontando al Club Cruz Azul Hidalgo, quien ocupó el último lugar en la Tabla General de Clasificación de la Temporada 2011-2012. El Club Deportivo Estudiantes Tecos, el cual descendió hacia Ascenso MX en la Temporada 2011-2012 ocupará el 1º lugar de la Tabla de Clasificación de dicha División.

### Fase de Calificación
Se integra por 6 jornadas en las que los clubes jugarán sólo con rivales de su grupo en series denominadas llaves. Los 28 clubes participantes se dividirán en 7 grupos de 4 clubes cada uno.

Los equipos de cada grupo jugarán 3 llaves que se calificarán de la siguiente forma:
- Por juego ganado se obtendrán tres puntos
- Por juego empatado se obtendrá un punto
- Por juego perdido cero puntos
- Por llave ganada un punto adicional

En caso de que exista empate en el número de puntos obtenidos por juego, se tomará como criterio de desempate el mayor número de goles anotados como visitante. En caso de que exista empate en el número puntos obtenidos y en goles anotados, o no se hayan anotado goles en los partidos, no habrá punto adicional en la llave.

Si al finalizar las 6 jornadas, dos o más Clubes estuviesen empatados en puntos, su posición en la Tabla General de Clasificación será determinada atendiendo a los siguientes criterios de desempate:
1. Mejor diferencia entre los goles anotados y recibidos
2. Mayor número de goles anotados
3. Marcadores particulares entre los Clubes empatados
4. Mayor número de goles anotados como visitante
5. Mejor ubicado en la Tabla General de Cociente
6. Tabla Fair Play
7. Sorteo

Para determinar los lugares que ocuparán los clubes que participen en la Fase final de la Copa MX A12, se tomará como base la Tabla General de Clasificación al término del torneo.

### Fase final
Participarán por el título de Campeón de la Copa MX A12 el primer lugar de cada uno de los 7 grupos y, para completar a los 8 finalistas, el mejor segundo lugar de entre todos los grupos.

En esta fase los equipos se enfrentarán a un solo partido resultando vencedor el que anote mayor número de goles en el tiempo reglamentario de juego. En caso de empate en goles o que no se haya anotado ninguno, para decidir el encuentro se procederá a tirar series de penales.

Los estadios donde se llevarán a cabo los partidos de esta Fase se definirán por los siguientes criterios:
- Si los dos clubes que participen en un partido son de la misma División, el partido se llevará a cabo en el estadio del club que tenga mejor ubicación en la Tabla General de Clasificación del Torneo de Copa.
- Si los clubes participantes son de diferente División, el partido se llevará a cabo en el estadio del club de Ascenso MX.

La fase final se jugará de la siguiente forma
- Cuartos de final
  - 1 vs 8 → SF1
  - 2 vs 7 → SF2
  - 3 vs 6 → SF3
  - 4 vs 5 → SF4
- Semifinales
  - SF1 vs SF4 → F1
  - SF2 vs SF3 → F2
- Final
  - F1 vs F2

## Equipos por Entidad Federativa
Para este torneo hubo participación de 18 de las 32 entidades federativas que conforman la República Mexicana, la mayor parte de ellos del centro del País.
Los estados con más equipos participantes son el Distrito Federal, Jalisco y Guanajuato con tres equipos cada uno. Los estados de Nuevo León y Coahuila, a pésar de tener equipos de la Liga MX, no contaron con ninguno de sus representantes dentro del certamen, debido a que estos participaron en la Concacaf Liga Campeones 2012-13.
| Dorados Altamira Neza Pumas Morelos Correcaminos Celaya La Piedad Necaxa Veracruz Mérida Pachuca Morelia Atlas Leones Negros Estudiantes San Luis Querétaro Tijuana Puebla Lobos BUAP Toluca América Cruz Azul Pumas Jaguares Atlante León Irapuato | \| Entidad Federativa \| N.º \| Equipos \| \| ------------------ \| --- \| ---------------------------------- \| \| Distrito Federal \| 3 \| América, Cruz Azul y Pumas \| \| Jalisco \| 3 \| Atlas, Estudiantes y Leones Negros \| \| Guanajuato \| 3 \| León, Irapuato y Celaya \| \| Estado de México \| 2 \| Toluca y Neza \| \| Michoacán \| 2 \| Morelia y La Piedad \| \| Puebla \| 2 \| Puebla y Lobos BUAP \| \| Tamaulipas \| 2 \| Correcaminos y Altamira \| \| Baja California \| 1 \| Tijuana \| \| Chiapas \| 1 \| Jaguares \| \| Yucatán \| 1 \| Mérida \| \| Hidalgo \| 1 \| Pachuca \| \| San Luis Potosí \| 1 \| San Luis \| \| Querétaro \| 1 \| Querétaro \| \| Sinaloa \| 1 \| Dorados \| \| Aguascalientes \| 1 \| Necaxa \| \| Quintana Roo \| 1 \| Atlante \| \| Veracruz \| 1 \| Veracruz \| \| Morelos \| 1 \| Pumas Morelos \| |                                    |
| Entidad Federativa | N.º | Equipos                            |
| Distrito Federal | 3 | América, Cruz Azul y Pumas         |
| Jalisco | 3 | Atlas, Estudiantes y Leones Negros |
| Guanajuato | 3 | León, Irapuato y Celaya            |
| Estado de México | 2 | Toluca y Neza                      |
| Michoacán | 2 | Morelia y La Piedad                |
| Puebla | 2 | Puebla y Lobos BUAP                |
| Tamaulipas | 2 | Correcaminos y Altamira            |
| Baja California | 1 | Tijuana                            |
| Chiapas | 1 | Jaguares                           |
| Yucatán | 1 | Mérida                             |
| Hidalgo | 1 | Pachuca                            |
| San Luis Potosí | 1 | San Luis                           |
| Querétaro | 1 | Querétaro                          |
| Sinaloa | 1 | Dorados                            |
| Aguascalientes | 1 | Necaxa                             |
| Quintana Roo | 1 | Atlante                            |
| Veracruz | 1 | Veracruz                           |
| Morelos | 1 | Pumas Morelos                      |

## Fase de grupos
Se jugaron en siete grupos de cuatro equipos, en cada grupo hubo dos equipos de la Liga MX y dos de la liga Ascenso MX. Clasificaron a cuartos de final el primer lugar de cada grupo y el mejor segundo lugar.
- Los horarios son correspondientes al Tiempo del centro de México (UTC-6 y UTC-5 en horario de verano).[3]

### Grupo 1
Equipos de la Liga MX: Morelia y León.
Equipos del Ascenso MX: Dorados y Estudiantes.
| Pos. | Equipo      | Pts. | PJ | G | E | P | LG | GF | GC | Dif. | Clasificación             |
| ---- | ----------- | ---- | -- | - | - | - | -- | -- | -- | ---- | ------------------------- |
| 1    | Dorados     | 13   | 6  | 4 | 0 | 2 | 1  | 10 | 13 | −3   | Acceso a cuartos de final |
| 2    | Morelia     | 12   | 6  | 2 | 3 | 1 | 3  | 14 | 6  | +8   |                           |
| 3    | León        | 11   | 6  | 2 | 3 | 1 | 2  | 11 | 5  | +6   |                           |
| 4    | Estudiantes | 2    | 6  | 0 | 2 | 4 | 0  | 2  | 13 | −11  |                           |

 Fuente: [cita requerida]
| Local       | Resultado | Visitante   | Estadio       | Fecha                    | Canal TV      |
| Morelia     | 1:1 (0:0) | Estudiantes | Morelos       | 24 de julio 19:00        | {{{canal1}}}  |
| Dorados     | 2:1 (0:0) | León        | Banorte       | 24 de julio 20:00 UTC-6  | {{{canal2}}}  |
| León        | 4:0 (1:0) | Dorados     | León          | 31 de julio 19:00        | {{{canal3}}}  |
| Estudiantes | 0:3 (0:1) | Morelia     | Tres de marzo | 31 de julio 21:00        | {{{canal4}}}  |
| León        | 1:1 (1:1) | Estudiantes | León          | 7 de agosto 19:00        | {{{canal5}}}  |
| Dorados     | 3:2 (1:0) | Morelia     | Banorte       | 7 de agosto 20:00 UTC-6  | {{{canal6}}}  |
| Estudiantes | 0:3 (0:1) | León        | Tres de marzo | 21 de agosto 19:00       | {{{canal7}}}  |
| Morelia     | 6:0 (2:0) | Dorados     | Morelos       | 21 de agosto 21:00       | {{{canal8}}}  |
| Dorados     | 2:0 (1:0) | Estudiantes | Banorte       | 28 de agosto 18:00 UTC-6 | {{{canal9}}}  |
| León        | 2:2 (2:0) | Morelia     | León          | 28 de agosto 19:00       | {{{canal10}}} |
| Estudiantes | 0:3 (0:1) | Dorados     | Tres de marzo | 18 de septiembre 19:00   | {{{canal11}}} |
| Morelia     | 0:0       | León        | Morelos       | 18 de septiembre 21:00   | {{{canal12}}} |

### Grupo 2
Equipos de la Liga MX: Atlas y Cruz Azul.
Equipos del Ascenso MX: Altamira y Neza.
| Pos. | Equipo    | Pts. | PJ | G | E | P | LG | GF | GC | Dif. | Clasificación             |
| ---- | --------- | ---- | -- | - | - | - | -- | -- | -- | ---- | ------------------------- |
| 1    | Neza      | 11   | 6  | 3 | 1 | 2 | 1  | 7  | 8  | −1   | Acceso a cuartos de final |
| 2    | Cruz Azul | 10   | 6  | 2 | 2 | 2 | 2  | 6  | 4  | +2   |                           |
| 3    | Altamira  | 10   | 6  | 2 | 2 | 2 | 2  | 6  | 6  | 0    |                           |
| 4    | Atlas     | 7    | 6  | 1 | 3 | 2 | 1  | 7  | 8  | −1   |                           |

 Fuente: [cita requerida]
| Local     | Resultado | Visitante | Estadio  | Fecha                  | Canal TV      |
| Cruz Azul | 3:0 (1:0) | Neza      | Azul     | 25 de julio 19:00      | {{{canal1}}}  |
| Altamira  | 3:2 (3:1) | Atlas     | Altamira | 25 de julio 21:00      | {{{canal2}}}  |
| Atlas     | 1:1 (0:0) | Altamira  | Jalisco  | 31 de julio 21:00      | {{{canal3}}}  |
| Neza      | 2:1 (1:1) | Cruz Azul | UTN      | 1 de agosto 16:00      | {{{canal4}}}  |
| Altamira  | 0:1 (0:0) | Cruz Azul | Altamira | 7 de agosto 21:00      | {{{canal5}}}  |
| Atlas     | 1:1 (1:1) | Neza      | Jalisco  | 8 de agosto 21:00      | {{{canal6}}}  |
| Cruz Azul | 0:0       | Altamira  | Azul     | 21 de agosto 21:00     | {{{canal7}}}  |
| Neza      | 2:1 (1:1) | Atlas     | UTN      | 22 de agosto 16:00     | {{{canal8}}}  |
| Altamira  | 1:0 (0:0) | Neza      | Altamira | 28 de agosto 21:00     | {{{canal9}}}  |
| Atlas     | 1:0 (0:0) | Cruz Azul | Jalisco  | 29 de agosto 21:00     | {{{canal10}}} |
| Neza      | 2:1 (0:1) | Altamira  | UTN      | 18 de septiembre 16:00 | {{{canal11}}} |
| Cruz Azul | 1:1 (1:1) | Atlas     | Azul     | 18 de septiembre 21:00 | {{{canal12}}} |

### Grupo 3
Equipos de la Liga MX: Atlante y Pachuca.
Equipos del Ascenso MX: Leones Negros y La Piedad.
| Pos. | Equipo    | Pts. | PJ | G | E | P | LG | GF | GC | Dif. | Clasificación             |
| ---- | --------- | ---- | -- | - | - | - | -- | -- | -- | ---- | ------------------------- |
| 1    | Pachuca   | 16   | 6  | 4 | 1 | 1 | 3  | 9  | 2  | +7   | Acceso a cuartos de final |
| 2    | La Piedad | 11   | 6  | 2 | 3 | 1 | 2  | 8  | 6  | +2   |                           |
| 3    | Atlante   | 7    | 6  | 1 | 3 | 2 | 1  | 3  | 4  | −1   |                           |
| 4    | U de G    | 4    | 6  | 1 | 1 | 4 | 0  | 3  | 11 | −8   |                           |

 Fuente: [cita requerida]
| Local         | Resultado | Visitante     | Estadio                      | Fecha                  | Canal TV      |
| Leones Negros | 1:0 (0:0) | Pachuca       | Jalisco                      | 25 de julio 19:00      | {{{canal1}}}  |
| Atlante       | 1:1 (0:0) | La Piedad     | Olímpico Andrés Quintana Roo | 25 de julio 21:00      | {{{canal2}}}  |
| Pachuca       | 3:0 (1:0) | Leones Negros | Hidalgo                      | 1 de agosto 21:00      | {{{canal3}}}  |
| La Piedad     | 0:0       | Atlante       | Juan Nepomuceno López        | 2 de agosto 16:00      | {{{canal4}}}  |
| Atlante       | 1:0 (0:0) | Leones Negros | Olímpico Andrés Quintana Roo | 7 de agosto 21:00      | {{{canal5}}}  |
| La Piedad     | 0:3 (0:1) | Pachuca       | Juan Nepomuceno López        | 8 de agosto 16:00      | {{{canal6}}}  |
| Leones Negros | 1:1 (0:0) | Atlante       | Jalisco                      | 21 de agosto 19:00     | {{{canal7}}}  |
| Pachuca       | 1:1 (0:0) | La Piedad     | Hidalgo                      | 21 de agosto 21:00     | {{{canal8}}}  |
| La Piedad     | 4:0 (2:0) | Leones Negros | Juan Nepomuceno López        | 28 de agosto 16:00     | {{{canal9}}}  |
| Atlante       | 0:1 (0:0) | Pachuca       | Olímpico Andrés Quintana Roo | 29 de agosto 21:00     | {{{canal10}}} |
| Leones Negros | 1:2 (0:0) | La Piedad     | Jalisco                      | 18 de septiembre 19:00 | {{{canal11}}} |
| Pachuca       | 1:0 (1:0) | Atlante       | Hidalgo                      | 19 de septiembre 21:00 | {{{canal12}}} |

### Grupo 4
Equipos de la Liga MX: Jaguares y San Luis.
Equipos del Ascenso MX: Necaxa y Pumas Morelos.
| Pos. | Equipo        | Pts. | PJ | G | E | P | LG | GF | GC | Dif. | Clasificación             |
| ---- | ------------- | ---- | -- | - | - | - | -- | -- | -- | ---- | ------------------------- |
| 1    | Necaxa        | 14   | 6  | 3 | 2 | 1 | 3  | 9  | 4  | +5   | Acceso a cuartos de final |
| 2    | San Luis      | 13   | 6  | 3 | 2 | 1 | 2  | 8  | 5  | +3   | Acceso a cuartos de final |
| 3    | Pumas Morelos | 6    | 6  | 1 | 2 | 3 | 1  | 6  | 9  | −3   |                           |
| 4    | Chiapas       | 5    | 6  | 1 | 2 | 3 | 0  | 4  | 9  | −5   |                           |

 Fuente: [cita requerida]
| Local         | Resultado | Visitante     | Estadio                 | Fecha                  | Canal TV      |
| Jaguares      | 1:0 (0:0) | Necaxa        | Víctor Manuel Reyna     | 24 de julio 19:00      | {{{canal1}}}  |
| Pumas Morelos | 1:2 (1:2) | San Luis      | Centenario              | 25 de julio 16:00      | {{{canal2}}}  |
| Necaxa        | 3:0 (2:0) | Jaguares      | Victoria                | 31 de julio 19:00      | {{{canal3}}}  |
| San Luis      | 2:0 (0:0) | Pumas Morelos | Alfonso Lastras Ramírez | 31 de julio 21:00      | {{{canal4}}}  |
| Pumas Morelos | 2:0 (1:0) | Jaguares      | Centenario              | 7 de agosto 16:00      | {{{canal5}}}  |
| San Luis      | 1:1 (0:0) | Necaxa        | Alfonso Lastras Ramírez | 7 de agosto 21:00      | {{{canal6}}}  |
| Jaguares      | 1:1 (1:1) | Pumas Morelos | Víctor Manuel Reyna     | 21 de agosto 19:00     | {{{canal7}}}  |
| Necaxa        | 1:0 (0:0) | San Luis      | Victoria                | 21 de agosto 21:00     | {{{canal8}}}  |
| Necaxa        | 2:0 (1:0) | Pumas Morelos | Victoria                | 28 de agosto 19:00     | {{{canal9}}}  |
| San Luis      | 2:1 (2:1) | Jaguares      | Alfonso Lastras Ramírez | 28 de agosto 21:00     | {{{canal10}}} |
| Pumas Morelos | 2:2 (0:2) | Necaxa        | Centenario              | 18 de septiembre 16:00 | {{{canal11}}} |
| Jaguares      | 1:1 (0:0) | San Luis      | Víctor Manuel Reyna     | 19 de septiembre 19:00 | {{{canal12}}} |

### Grupo 5
Equipos de la Liga MX: América y Querétaro.
Equipos del Ascenso MX: Veracruz y Correcaminos.
| Pos. | Equipo           | Pts. | PJ | G | E | P | LG | GF | GC | Dif. | Clasificación             |
| ---- | ---------------- | ---- | -- | - | - | - | -- | -- | -- | ---- | ------------------------- |
| 1    | Correcaminos UAT | 13   | 6  | 3 | 2 | 1 | 2  | 12 | 13 | −1   | Acceso a cuartos de final |
| 2    | América          | 12   | 6  | 3 | 0 | 3 | 3  | 17 | 9  | +8   |                           |
| 3    | Querétaro        | 9    | 6  | 2 | 2 | 2 | 1  | 10 | 10 | 0    |                           |
| 4    | Veracruz         | 5    | 6  | 1 | 2 | 3 | 0  | 6  | 13 | −7   |                           |

 Fuente: [cita requerida]
| Local        | Resultado | Visitante    | Estadio              | Fecha                  | Canal TV      |
| Querétaro    | 1:2 (0:1) | Correcaminos | Corregidora          | 24 de julio 19:00      | {{{canal1}}}  |
| Veracruz     | 2:1 (0:0) | América      | Luis "Pirata" Fuente | 25 de julio 21:00      | {{{canal2}}}  |
| Correcaminos | 2:2 (0:0) | Querétaro    | Marte R. Gómez       | 31 de julio 19:00      | {{{canal3}}}  |
| América      | 3:1 (1:1) | Veracruz     | Azteca               | 2 de agosto 19:00      | {{{canal4}}}  |
| Veracruz     | 0:3 (0:3) | Querétaro    | Luis "Pirata" Fuente | 8 de agosto 19:00      | {{{canal5}}}  |
| Correcaminos | 4:3 (2:3) | América      | Marte R. Gómez       | 14 de agosto 21:00     | {{{canal6}}}  |
| Querétaro    | 2:2 (1:0) | Veracruz     | Corregidora          | 21 de agosto 19:00     | {{{canal7}}}  |
| América      | 6:0 (0:0) | Correcaminos | Azteca               | 22 de agosto 21:00     | {{{canal8}}}  |
| Veracruz     | 1:1 (0:0) | Correcaminos | Luis "Pirata" Fuente | 29 de agosto 19:00     | {{{canal9}}}  |
| América      | 4:1 (2:0) | Querétaro    | Azteca               | 29 de agosto 21:00     | {{{canal10}}} |
| Correcaminos | 3:0 (1:0) | Veracruz     | Marte R. Gómez       | 18 de septiembre 21:00 | {{{canal11}}} |
| Querétaro    | 1:0 (0:0) | América      | Corregidora          | 19 de septiembre 19:00 | {{{canal12}}} |

### Grupo 6
Equipos de la Liga MX: Pumas UNAM y Tijuana.
Equipos del Ascenso MX: Mérida y Celaya.
| Pos. | Equipo  | Pts. | PJ | G | E | P | LG | GF | GC | Dif. | Clasificación             |
| ---- | ------- | ---- | -- | - | - | - | -- | -- | -- | ---- | ------------------------- |
| 1    | Tijuana | 13   | 6  | 3 | 2 | 1 | 2  | 8  | 6  | +2   | Acceso a cuartos de final |
| 2    | Mérida  | 12   | 6  | 3 | 1 | 2 | 2  | 8  | 4  | +4   |                           |
| 3    | UNAM    | 6    | 6  | 1 | 3 | 2 | 0  | 5  | 7  | −2   |                           |
| 4    | Celaya  | 5    | 6  | 1 | 2 | 3 | 0  | 4  | 8  | −4   |                           |

 Fuente: [cita requerida]
| Local      | Resultado | Visitante  | Estadio                 | Fecha                        | Canal TV      |
| Tijuana    | 0:0       | Mérida     | Caliente                | 24 de julio 19:00 UTC-7      | {{{canal1}}}  |
| Celaya     | 0:0       | Pumas UNAM | Miguel Alemán Valdés    | 25 de julio 19:00            | {{{canal2}}}  |
| Mérida     | 0:1 (0:0) | Tijuana    | Carlos Iturralde Rivero | 31 de julio 19:00            | {{{canal3}}}  |
| Pumas UNAM | 0:0       | Celaya     | Olímpico Universitario  | 31 de julio 21:00            | {{{canal4}}}  |
| Pumas UNAM | 1:0 (0:0) | Mérida     | Olímpico Universitario  | 8 de agosto 21:00            | {{{canal5}}}  |
| Celaya     | 2:1 (1:1) | Tijuana    | Miguel Alemán Valdés    | 14 de agosto 19:00           | {{{canal6}}}  |
| Tijuana    | 2:1 (2:1) | Celaya     | Caliente                | 21 de agosto 19:00 UTC-7     | {{{canal7}}}  |
| Mérida     | 3:1 (2:0) | Pumas UNAM | Carlos Iturralde Rivero | 22 de agosto 19:00           | {{{canal8}}}  |
| Celaya     | 1:2 (0:0) | Mérida     | Miguel Alemán Valdés    | 28 de agosto 19:00           | {{{canal9}}}  |
| Pumas UNAM | 2:2 (2:1) | Tijuana    | Olímpico Universitario  | 28 de agosto 21:00           | {{{canal10}}} |
| Mérida     | 3:0 (2:0) | Celaya     | Carlos Iturralde Rivero | 18 de septiembre 19:00       | {{{canal11}}} |
| Tijuana    | 2:1 (1:1) | Pumas UNAM | Caliente                | 19 de septiembre 19:00 UTC-7 | {{{canal12}}} |

### Grupo 7
Equipos de la Liga MX: Toluca y Puebla.
Equipos del Ascenso MX: Lobos BUAP e Irapuato.
| Pos. | Equipo     | Pts. | PJ | G | E | P | LG | GF | GC | Dif. | Clasificación             |
| ---- | ---------- | ---- | -- | - | - | - | -- | -- | -- | ---- | ------------------------- |
| 1    | Toluca     | 12   | 6  | 3 | 1 | 2 | 2  | 10 | 7  | +3   | Acceso a cuartos de final |
| 2    | Puebla     | 10   | 6  | 3 | 0 | 3 | 1  | 7  | 7  | 0    |                           |
| 3    | Irapuato   | 10   | 6  | 3 | 0 | 3 | 1  | 8  | 12 | −4   |                           |
| 4    | Lobos BUAP | 9    | 6  | 2 | 1 | 3 | 2  | 10 | 9  | +1   |                           |

 Fuente: [cita requerida]
| Local      | Resultado | Visitante  | Estadio             | Fecha                  | Canal TV      |
| Toluca     | 1:3 (1:1) | Lobos BUAP | Nemesio Díez        | 24 de julio 21:00      | {{{canal1}}}  |
| Irapuato   | 3:2 (1:1) | Puebla     | Sergio León Chávez  | 25 de julio 19:00      | {{{canal2}}}  |
| Lobos BUAP | 2:2 (0:1) | Toluca     | Olímpico de la BUAP | 31 de julio 21:00      | {{{canal3}}}  |
| Puebla     | 0:2 (0:0) | Irapuato   | Cuauhtémoc          | 1 de agosto 21:00      | {{{canal4}}}  |
| Puebla     | 2:0 (1:0) | Lobos BUAP | Cuauhtémoc          | 7 de agosto 21:00      | {{{canal5}}}  |
| Irapuato   | 0:1 (0:1) | Toluca     | Sergio León Chávez  | 8 de agosto 19:00      | {{{canal6}}}  |
| Lobos BUAP | 0:2 (0:2) | Puebla     | Olímpico de la BUAP | 21 de agosto 21:00     | {{{canal7}}}  |
| Toluca     | 4:1(2:0)  | Irapuato   | Nemesio Díez        | 22 de agosto 19:00     | {{{canal8}}}  |
| Lobos BUAP | 4:0 (1:0) | Irapuato   | Olímpico de la BUAP | 29 de agosto 19:00     | {{{canal9}}}  |
| Puebla     | 1:0 (0:0) | Toluca     | Cuauhtémoc          | 30 de agosto 19:00     | {{{canal10}}} |
| Irapuato   | 2:1 (0:1) | Lobos BUAP | Sergio León Chávez  | 18 de septiembre 19:00 | {{{canal11}}} |
| Toluca     | 2:0 (0:0) | Puebla     | Nemesio Díez        | 18 de septiembre 21:00 | {{{canal12}}} |

### Mejor segundo
| Pos. | Equipo    | Pts. | PJ | G | E | P | LG | GF | GC | Dif. | Clasificación             |
| ---- | --------- | ---- | -- | - | - | - | -- | -- | -- | ---- | ------------------------- |
| 1    | San Luis  | 13   | 6  | 3 | 2 | 1 | 2  | 8  | 5  | +3   | Acceso a cuartos de final |
| 2    | América   | 12   | 6  | 3 | 0 | 3 | 3  | 17 | 9  | +8   |                           |
| 3    | Morelia   | 12   | 6  | 2 | 3 | 1 | 3  | 14 | 6  | +8   |                           |
| 4    | Mérida    | 12   | 6  | 3 | 1 | 2 | 2  | 8  | 4  | +4   |                           |
| 5    | La Piedad | 11   | 6  | 2 | 3 | 1 | 2  | 8  | 6  | +2   |                           |
| 6    | Cruz Azul | 10   | 6  | 2 | 2 | 2 | 2  | 6  | 4  | +2   |                           |
| 7    | Puebla    | 10   | 6  | 3 | 0 | 3 | 1  | 7  | 7  | 0    |                           |

 Fuente: [cita requerida]

## Tabla de clasificados
| Pos. | Equipo           | Pts. | PJ | G | E | P | LG | GF | GC | Dif. |
| ---- | ---------------- | ---- | -- | - | - | - | -- | -- | -- | ---- |
| 1    | Pachuca          | 16   | 6  | 4 | 1 | 1 | 3  | 9  | 2  | +7   |
| 2    | Necaxa           | 14   | 6  | 3 | 2 | 1 | 3  | 9  | 4  | +5   |
| 3    | San Luis         | 13   | 6  | 3 | 2 | 1 | 2  | 8  | 5  | +3   |
| 4    | Tijuana          | 13   | 6  | 3 | 2 | 1 | 2  | 8  | 6  | +2   |
| 5    | Correcaminos UAT | 13   | 6  | 3 | 2 | 1 | 2  | 12 | 13 | −1   |
| 6    | Dorados          | 13   | 6  | 4 | 0 | 2 | 1  | 10 | 13 | −3   |
| 7    | Toluca           | 12   | 6  | 3 | 1 | 2 | 2  | 10 | 7  | +3   |
| 8    | Neza             | 11   | 6  | 3 | 1 | 2 | 1  | 7  | 8  | −1   |

 Fuente: [cita requerida]

## Tabla de Goleo Individual
Tabla de Líderes en Goleo
| Jugador                     | Club       | Goles |
| --------------------------- | ---------- | ----- |
| Edgar Benítez               | Toluca     | 5     |
| Aparecido Francisco de Lima | Lobos BUAP | 5     |
| Martín Zuñiga               | América    | 5     |
| Antonio Pedroza             | Morelia    | 4     |
| Emmanuel Tapia              | Querétaro  | 4     |
| Jahir Barraza               | Atlas      | 4     |
| Jefferson Montero           | Morelia    | 4     |
| Antonio López               | América    | 3     |
| Daniel Márquez              | Necaxa     | 3     |
| Danny Santoya               | Necaxa     | 3     |
| Javier Orozco               | Cruz Azul  | 3     |
| José Cruz                   | Lobos BUAP | 3     |

## Fase final
|  | Cuartos de final              | Cuartos de final              | Cuartos de final              |              |       | Semifinales           | Semifinales           | Semifinales           |  |   | Final                 | Final                 | Final                 |  |
|  | 25 y 26 de septiembre de 2012 | 25 y 26 de septiembre de 2012 | 25 y 26 de septiembre de 2012 |              |       | 24 de octubre de 2012 | 24 de octubre de 2012 | 24 de octubre de 2012 |  |   | 31 de octubre de 2012 | 31 de octubre de 2012 | 31 de octubre de 2012 |  |
|  |                               |                               |                               |              |       |                       |                       |                       |  |   |                       |                       |                       |  |
|  |                               |                               |                               |              |       |                       |                       |                       |  |   |                       |                       |                       |  |
|  | 4                             | Tijuana                       | 5 (6)                         |              |       |                       |                       |                       |  |   |                       |                       |                       |  |
|  | 4                             | Tijuana                       | 5 (6)                         |              |       |                       |                       |                       |  |   |                       |                       |                       |  |
|  | 5                             | Correcaminos UAT (p.)         | 5 (7)                         |              |       |                       |                       |                       |  |   |                       |                       |                       |  |
|  | 5                             | Correcaminos UAT (p.)         | 5 (7)                         |              | 5     | Correcaminos UAT (p.) | 1 (4)                 |                       |  |   |                       |                       |                       |  |
|  |                               |                               |                               |              | 5     | Correcaminos UAT (p.) | 1 (4)                 |                       |  |   |                       |                       |                       |  |
|  |                               |                               | 8                             | Neza         | 1 (3) |                       |                       |                       |  |   |                       |                       |                       |  |
|  | 1                             | Pachuca                       | 8                             | Neza         | 1 (3) | 1 (3)                 |                       |                       |  |   |                       |                       |                       |  |
|  | 1                             | Pachuca                       |                               |              |       |                       |                       |                       |  |   |                       |                       |                       |  |
|  | 8                             | Neza (p.)                     | 1 (4)                         |              |       |                       |                       |                       |  |   |                       |                       |                       |  |
|  | 8                             | Neza (p.)                     | 1 (4)                         |              |       |                       |                       |                       |  | 5 | Correcaminos UAT      | 2 (4)                 |                       |  |
|  |                               |                               |                               |              |       |                       |                       |                       |  | 5 | Correcaminos UAT      | 2 (4)                 |                       |  |
|  |                               |                               | 6                             | Dorados (p.) | 2 (5) |                       |                       |                       |  |   |                       |                       |                       |  |
|  | 2                             | Necaxa (p.)                   | 6                             | Dorados (p.) | 2 (5) | 1 (5)                 |                       |                       |  |   |                       |                       |                       |  |
|  | 2                             | Necaxa (p.)                   |                               |              |       |                       |                       |                       |  |   |                       |                       |                       |  |
|  | 7                             | Toluca                        | 1 (3)                         |              |       |                       |                       |                       |  |   |                       |                       |                       |  |
|  | 7                             | Toluca                        | 1 (3)                         |              | 2     | Necaxa                | 1                     |                       |  |   |                       |                       |                       |  |
|  |                               |                               |                               |              | 2     | Necaxa                | 1                     |                       |  |   |                       |                       |                       |  |
|  |                               |                               | 6                             | Dorados      | 2     |                       |                       |                       |  |   |                       |                       |                       |  |
|  | 3                             | San Luis                      | 6                             | Dorados      | 2     | 2                     |                       |                       |  |   |                       |                       |                       |  |
|  | 3                             | San Luis                      |                               |              |       |                       |                       |                       |  |   |                       |                       |                       |  |
|  | 6                             | Dorados                       | 3                             |              |       |                       |                       |                       |  |   |                       |                       |                       |  |
|  | 6                             | Dorados                       | 3                             |              |       |                       |                       |                       |  |   |                       |                       |                       |  |
|  |                               |                               |                               |              |       |                       |                       |                       |  |   |                       |                       |                       |  |

## Cuartos de final

### Dorados-San Luis
| 25 de septiembre de 2012 20:00 UTC-6 | Dorados                                                | 3:2     | San Luis                              | Estadio Banorte, Culiacán, Sin.                                        |                                                                        |
|                                      | Daley Mena 2' · Juan Hernández 4' · Juan Hernández 15' | Reporte | Diego Ordaz 50' · Guillermo Rojas 56' | Asistencia: 15,213 espectadores Árbitro(s): Baruch Absalón Castellanos | Asistencia: 15,213 espectadores Árbitro(s): Baruch Absalón Castellanos |
| Dorados avanza a Semifinales         |                                                        |         |                                       |                                                                        |                                                                        |

### Neza-Pachuca
| 26 de septiembre de 2012 16:00 UTC-5 | Neza                                                                      | 1:1 (4:3 p.)               | Pachuca                                                                                          | Estadio UTN, Nezahualcóyotl, Méx.                                       |                                                                         |
|                                      | José A. Rosas 65'                                                         | Reporte                    | Raúl Meraz 63'                                                                                   | Asistencia: 5,599 espectadores Árbitro(s): León Vicente Barajas Anzures | Asistencia: 5,599 espectadores Árbitro(s): León Vicente Barajas Anzures |
|                                      |                                                                           | Tiros desde el punto penal |                                                                                                  |                                                                         |                                                                         |
|                                      | José A. Rosas 1:1 · Luis Arroyo 2:2 · Julio Atilano 3:3 · Diego Mejía 4:3 |                            | 0:1 Mauro Cejas · 1:2 Óscar Rojas · 2:3 Jorge Hernández · 3:3 Nery Castillo · 4:3 Héctor Herrera |                                                                         |                                                                         |
| Neza avanza a Semifinales            |                                                                           |                            |                                                                                                  |                                                                         |                                                                         |

### Necaxa-Toluca
| 26 de septiembre de 2012 19:00 UTC-5 | Necaxa | 1:1 (5:3 p.)               | Toluca                                                                           | Estadio Victoria, Aguascalientes, Ags.                                 |                                                                        |
|                                      | Manuel Santoya 80'                                                                                         | Reporte                    | Edgar Benítez 15'                                                                | Asistencia: 8,365 espectadores Árbitro(s): Carlos Manuel Martínez Soto | Asistencia: 8,365 espectadores Árbitro(s): Carlos Manuel Martínez Soto |
|                                      | | Tiros desde el punto penal |                                                                                  |                                                                        |                                                                        |
|                                      | Danny Santoya 1:0 · Luis O. Hernández 2:0 · Horacio Cervantes 3:1 · Juan C. Mosqueda 4:2 · Mario Pérez 5:3 |                            | 1:0 Edgar Benítez · 2:1 Diego Novaretti · 3:2 Edy Brambila · 4:3 Gabriel Velasco |                                                                        |                                                                        |
| Necaxa avanza a Semifinales          | |                            |                                                                                  |                                                                        |                                                                        |

### Correcaminos-Tijuana
| 26 de septiembre de 2012 21:15 UTC-5 | Correcaminos | 5:5 (7:6 p.)               | Tijuana | Estadio Marte R. Gómez, Cd. Victoria, Tamps.             |                                                          |
|                                      | Lampros Kontogiannis 41' · Sergio Rosas 66' · Nicolas Olivera 69' · Sergio Rosas 82' · Roberto Nurse 90+1'                                                                 | Reporte                    | Raúl Nava 2' · Fidel Martínez 29' · Raúl Nava 42' · Raúl Enríquez 52' · Alfredo Tahuilán 90+5'                                                                     | Asistencia: 11,571 espectadores Árbitro(s): Eick Miranda | Asistencia: 11,571 espectadores Árbitro(s): Eick Miranda |
|                                      | | Tiros desde el punto penal | |                                                          |                                                          |
|                                      | Roberto Nurse 1:0 · Eder Pacheco 2:1 · Salvador Silva 3:2 · Lampros Kontogiannis 4:3 · Nicolás Olivera 4:3 · Iván Vázquez 5:4 · Rodolfo Espinoza 6:5 · Ricardo Jiménez 7:6 |                            | 1:1 Joe Corona · 2:2 Jorge Hernández · 3:3 Javier Gandolfi · 4:3 Fidel Martínez · 4:4 Duvier Riascos · 5:5 Richard Ruiz · 6:6 Joshua Abrego · 7:6 Adolfo Domínguez |                                                          |                                                          |
| Correcaminos avanza a semifinales    | |                            | |                                                          |                                                          |

## Semifinales

### Necaxa-Dorados
| 24 de octubre de 2012 19:00 UTC-5 | Necaxa                 | 1:2     | Dorados                                  | Estadio Victoria, Aguascalientes, Ags.                                 |                                                                        |
|                                   | Víctor Hugo Lojero 79' | Reporte | Gustavo Ramírez 75' · Juan Hernández 83' | Asistencia: 10,063 espectadores Árbitro(s): Erick Yair Miranda Galindo | Asistencia: 10,063 espectadores Árbitro(s): Erick Yair Miranda Galindo |
| Dorados avanza a la final         |                        |         |                                          |                                                                        |                                                                        |

### Correcaminos-Neza
| 24 de octubre de 2012 21:30 UTC-5 | Correcaminos | 1:1 (4:3 p.)               | Neza | Estadio Marte R. Gómez, Cd. Victoria, Tamps.                            |                                                                         |
|                                   | Rolando Sena 60' | Reporte                    | Julio Atilano 35' | Asistencia: 12,114 espectadores Árbitro(s): Carlos Manuel Martínez Soto | Asistencia: 12,114 espectadores Árbitro(s): Carlos Manuel Martínez Soto |
|                                   | | Tiros desde el punto penal | |                                                                         |                                                                         |
|                                   | Roberto Nurse 1:0 · Eder Pacheco 1:0 · Ricardo Jiménez 2:1 · Rodolfo Espinoza 3:1 · Nicolás Olivera 3:2 · Iván Vázquez 4:3 |                            | 1:0 Ismael Pineda · 1:1 Francisco Dorame · 2:1 Rodrigo Prieto · 3:2 José Reyes · 3:3 Diego Mejía · 4:3 Carlos Guzmán |                                                                         |                                                                         |
| Correcaminos avanza a la final    | |                            | |                                                                         |                                                                         |

## Final

### Correcaminos-Dorados
| 31 de octubre de 2012 21:00 UTC-5           | Correcaminos                                                                                           | 2:2 (4:5 p.)               | Dorados                                                                                                  | Estadio Marte R. Gómez, Cd. Victoria, Tamps.                           |                                                                        |
|                                             | Rodolfo Espinoza 43' · Roberto Nurse 81'                                                               | Reporte                    | Lorenzo Ramírez 4' · Alfredo Frausto 90'                                                                 | Asistencia: 20,000 espectadores Árbitro(s): Baruch Absalón Castellanos | Asistencia: 20,000 espectadores Árbitro(s): Baruch Absalón Castellanos |
|                                             | | Tiros desde el punto penal | |                                                                        |                                                                        |
|                                             | Roberto Nurse 1:0 · Salvador Silva 2:1 · Ricardo Jiménez 3:2 · Rodolfo Espinoza 3:3 · Felipe Ayala 4:4 |                            | 1:1 Cuauhtémoc Blanco · 2:2 Fausto Ruíz · 3:3 Javier Güemez · 3:4 Enrique Escudero · 4:5 Alfredo Frausto |                                                                        |                                                                        |
| Dorados campeón de la Copa MX Apertura 2012 | |                            | |                                                                        |                                                                        |

| 1     | POR   | Iván Vázquez Mellado   |     |
| 3     | DEF   | Salvador Silva         |     |
| 5     | DEF   | Ricardo Jiménez        |     |
| 19    | DEF   | Hugo Sánchez           |     |
| 21    | MED   | Rodolfo Espinoza       |     |
| 15    | MED   | Felipe Ayala           |     |
| 17    | MED   | Pablo Aja              | 57' |
| 18    | MED   | Bernardo López         |     |
| 7     | DEL   | Roberto Nurse          |     |
| 9     | DEL   | Eder Pacheco           | 70' |
| 10    | DEL   | Nicolás Olivera        |     |
| D. T. | D. T. | José Luis Sánchez Solá |     |

| 1     | POR   | Alfredo Frausto   |     |
| 2     | DEF   | Rodrigo Folle     | 83' |
| 3     | DEF   | Gerardo Castillo  |     |
| 5     | DEF   | Elio Castro       |     |
| 35    | DEF   | Fernando López    |     |
| 8     | MED   | Javier Güemez     |     |
| 17    | MED   | Mario Osuna       |     |
| 29    | MED   | Lorenzo Ramírez   | 66' |
| 10    | MED   | Cuauhtémoc Blanco |     |
| 25    | DEL   | Daley Mena        | 72' |
| 11    | DEL   | Juan Hernández    |     |
| D. T. | D. T. | Francisco Ramírez |     |

| 22 | Centrocampista | Sergio Rosas    | 57' |
| 20 | Delantero      | Nicolás Saucedo | 70' |

| 4  | Defensa        | Sergio Quiróz    | 66' |
| 21 | Centrocampista | Enrique Escudero | 72' |
| 9  | Delantero      | Fausto Ruíz      | 82' |

| 43' · 81' | Rodolfo Espinoza Roberto Nurse | 1:1 2:1 |

| 4' · 90' | Lorenzo Ramírez Alfredo Frausto | 1:0 2:2 |

| Anotado · Anotado · Anotado · Fallo de penal (Atajado por portero) · Anotado | Roberto Nurse Salvador Silva Ricardo Jiménez Rodolfo Espinoza Felipe Ayala | 1:0 2:1 3:2 3:3 4:4 |

| Anotado · Anotado · Anotado · Anotado · Anotado | Cuauhtémoc Blanco Fausto Ruíz Javier Güemez Enrique Escudero Alfredo Frausto | 1:1 2:2 3:3 3:4 4:5 |

| 30' · 53' | Roberto Nurse Salvador Silva |

| 29' · 58' · 65' · 67' | Cuauhtémoc Blanco Javier Güemez Rodrigo Folle Alfredo Frausto |

| 39' · 90+1' | Mario Osuna Rodrigo Folle |

| Principal  | Baruch Absalón Castellanos  |
| Asistentes | Igor Itzsvan Flores Florian |
|            | Mayte Ivonne Chávez García  |
| Cuarto     | Carlos Manuel Martínez Soto |

| 1     | POR   | Iván Vázquez Mellado   |     |
| 3     | DEF   | Salvador Silva         |     |
| 5     | DEF   | Ricardo Jiménez        |     |
| 19    | DEF   | Hugo Sánchez           |     |
| 21    | MED   | Rodolfo Espinoza       |     |
| 15    | MED   | Felipe Ayala           |     |
| 17    | MED   | Pablo Aja              | 57' |
| 18    | MED   | Bernardo López         |     |
| 7     | DEL   | Roberto Nurse          |     |
| 9     | DEL   | Eder Pacheco           | 70' |
| 10    | DEL   | Nicolás Olivera        |     |
| D. T. | D. T. | José Luis Sánchez Solá |     |

| 1     | POR   | Alfredo Frausto   |     |
| 2     | DEF   | Rodrigo Folle     | 83' |
| 3     | DEF   | Gerardo Castillo  |     |
| 5     | DEF   | Elio Castro       |     |
| 35    | DEF   | Fernando López    |     |
| 8     | MED   | Javier Güemez     |     |
| 17    | MED   | Mario Osuna       |     |
| 29    | MED   | Lorenzo Ramírez   | 66' |
| 10    | MED   | Cuauhtémoc Blanco |     |
| 25    | DEL   | Daley Mena        | 72' |
| 11    | DEL   | Juan Hernández    |     |
| D. T. | D. T. | Francisco Ramírez |     |

| 22 | Centrocampista | Sergio Rosas    | 57' |
| 20 | Delantero      | Nicolás Saucedo | 70' |

| 4  | Defensa        | Sergio Quiróz    | 66' |
| 21 | Centrocampista | Enrique Escudero | 72' |
| 9  | Delantero      | Fausto Ruíz      | 82' |

| 43' · 81' | Rodolfo Espinoza Roberto Nurse | 1:1 2:1 |

| 4' · 90' | Lorenzo Ramírez Alfredo Frausto | 1:0 2:2 |

| Anotado · Anotado · Anotado · Fallo de penal (Atajado por portero) · Anotado | Roberto Nurse Salvador Silva Ricardo Jiménez Rodolfo Espinoza Felipe Ayala | 1:0 2:1 3:2 3:3 4:4 |

| Anotado · Anotado · Anotado · Anotado · Anotado | Cuauhtémoc Blanco Fausto Ruíz Javier Güemez Enrique Escudero Alfredo Frausto | 1:1 2:2 3:3 3:4 4:5 |

| 30' · 53' | Roberto Nurse Salvador Silva |

| 29' · 58' · 65' · 67' | Cuauhtémoc Blanco Javier Güemez Rodrigo Folle Alfredo Frausto |

| 39' · 90+1' | Mario Osuna Rodrigo Folle |

| Principal  | Baruch Absalón Castellanos  |
| Asistentes | Igor Itzsvan Flores Florian |
|            | Mayte Ivonne Chávez García  |
| Cuarto     | Carlos Manuel Martínez Soto |

| 1     | POR   | Iván Vázquez Mellado   |     |
| 3     | DEF   | Salvador Silva         |     |
| 5     | DEF   | Ricardo Jiménez        |     |
| 19    | DEF   | Hugo Sánchez           |     |
| 21    | MED   | Rodolfo Espinoza       |     |
| 15    | MED   | Felipe Ayala           |     |
| 17    | MED   | Pablo Aja              | 57' |
| 18    | MED   | Bernardo López         |     |
| 7     | DEL   | Roberto Nurse          |     |
| 9     | DEL   | Eder Pacheco           | 70' |
| 10    | DEL   | Nicolás Olivera        |     |
| D. T. | D. T. | José Luis Sánchez Solá |     |

| 1     | POR   | Alfredo Frausto   |     |
| 2     | DEF   | Rodrigo Folle     | 83' |
| 3     | DEF   | Gerardo Castillo  |     |
| 5     | DEF   | Elio Castro       |     |
| 35    | DEF   | Fernando López    |     |
| 8     | MED   | Javier Güemez     |     |
| 17    | MED   | Mario Osuna       |     |
| 29    | MED   | Lorenzo Ramírez   | 66' |
| 10    | MED   | Cuauhtémoc Blanco |     |
| 25    | DEL   | Daley Mena        | 72' |
| 11    | DEL   | Juan Hernández    |     |
| D. T. | D. T. | Francisco Ramírez |     |

| 22 | Centrocampista | Sergio Rosas    | 57' |
| 20 | Delantero      | Nicolás Saucedo | 70' |

| 4  | Defensa        | Sergio Quiróz    | 66' |
| 21 | Centrocampista | Enrique Escudero | 72' |
| 9  | Delantero      | Fausto Ruíz      | 82' |

| 43' · 81' | Rodolfo Espinoza Roberto Nurse | 1:1 2:1 |

| 4' · 90' | Lorenzo Ramírez Alfredo Frausto | 1:0 2:2 |

| Anotado · Anotado · Anotado · Fallo de penal (Atajado por portero) · Anotado | Roberto Nurse Salvador Silva Ricardo Jiménez Rodolfo Espinoza Felipe Ayala | 1:0 2:1 3:2 3:3 4:4 |

| Anotado · Anotado · Anotado · Anotado · Anotado | Cuauhtémoc Blanco Fausto Ruíz Javier Güemez Enrique Escudero Alfredo Frausto | 1:1 2:2 3:3 3:4 4:5 |

| 30' · 53' | Roberto Nurse Salvador Silva |

| 29' · 58' · 65' · 67' | Cuauhtémoc Blanco Javier Güemez Rodrigo Folle Alfredo Frausto |

| 39' · 90+1' | Mario Osuna Rodrigo Folle |

| Principal  | Baruch Absalón Castellanos  |
| Asistentes | Igor Itzsvan Flores Florian |
|            | Mayte Ivonne Chávez García  |
| Cuarto     | Carlos Manuel Martínez Soto |

| 1     | POR   | Iván Vázquez Mellado   |     |
| 3     | DEF   | Salvador Silva         |     |
| 5     | DEF   | Ricardo Jiménez        |     |
| 19    | DEF   | Hugo Sánchez           |     |
| 21    | MED   | Rodolfo Espinoza       |     |
| 15    | MED   | Felipe Ayala           |     |
| 17    | MED   | Pablo Aja              | 57' |
| 18    | MED   | Bernardo López         |     |
| 7     | DEL   | Roberto Nurse          |     |
| 9     | DEL   | Eder Pacheco           | 70' |
| 10    | DEL   | Nicolás Olivera        |     |
| D. T. | D. T. | José Luis Sánchez Solá |     |

| 1     | POR   | Alfredo Frausto   |     |
| 2     | DEF   | Rodrigo Folle     | 83' |
| 3     | DEF   | Gerardo Castillo  |     |
| 5     | DEF   | Elio Castro       |     |
| 35    | DEF   | Fernando López    |     |
| 8     | MED   | Javier Güemez     |     |
| 17    | MED   | Mario Osuna       |     |
| 29    | MED   | Lorenzo Ramírez   | 66' |
| 10    | MED   | Cuauhtémoc Blanco |     |
| 25    | DEL   | Daley Mena        | 72' |
| 11    | DEL   | Juan Hernández    |     |
| D. T. | D. T. | Francisco Ramírez |     |

| 22 | Centrocampista | Sergio Rosas    | 57' |
| 20 | Delantero      | Nicolás Saucedo | 70' |

| 4  | Defensa        | Sergio Quiróz    | 66' |
| 21 | Centrocampista | Enrique Escudero | 72' |
| 9  | Delantero      | Fausto Ruíz      | 82' |

| 43' · 81' | Rodolfo Espinoza Roberto Nurse | 1:1 2:1 |

| 4' · 90' | Lorenzo Ramírez Alfredo Frausto | 1:0 2:2 |

| Anotado · Anotado · Anotado · Fallo de penal (Atajado por portero) · Anotado | Roberto Nurse Salvador Silva Ricardo Jiménez Rodolfo Espinoza Felipe Ayala | 1:0 2:1 3:2 3:3 4:4 |

| Anotado · Anotado · Anotado · Anotado · Anotado | Cuauhtémoc Blanco Fausto Ruíz Javier Güemez Enrique Escudero Alfredo Frausto | 1:1 2:2 3:3 3:4 4:5 |

| 30' · 53' | Roberto Nurse Salvador Silva |

| 29' · 58' · 65' · 67' | Cuauhtémoc Blanco Javier Güemez Rodrigo Folle Alfredo Frausto |

| 39' · 90+1' | Mario Osuna Rodrigo Folle |

| Principal  | Baruch Absalón Castellanos  |
| Asistentes | Igor Itzsvan Flores Florian |
|            | Mayte Ivonne Chávez García  |
| Cuarto     | Carlos Manuel Martínez Soto |

|           |
| Campeón   |
| Dorados   |
| 1° título |

| Predecesor: 1996-97 | Temporadas de la Copa México Apertura 2012 | Sucesor: Clausura 2013 |